# Harald Steinhauer
Harald Steinhauer (* 8. März 1951 in Köln) ist ein deutscher Komponist und Musikproduzent.

## Leben
Steinhauer war zunächst Roadmanager bei diversen Bands in Köln. Er arbeitete als Produktmanager bei den Plattenfirmen Electrola und Ariola. Seit 1978 ist er auch als Musikproduzent und Komponist tätig.
Über 600 Kompositionen und produzierte Titel machten Harald Steinhauer zu einem der erfolgreichsten Komponisten und Produzenten in Deutschland. Für die Spider Murphy Gang produzierte er die Alben Rock ’n’ Roll Schuah und Dolce Vita und zusammen mit Armand Volker die Alben Tutti Frutti, Scharf wia Peperoni und Wahre Liebe. Charterfolge hatte er insbesondere in den 1980er Jahren mit Peter Kent (It’s a Real Good Feeling), der Spider Murphy Gang (Skandal im Sperrbezirk, Schickeria, Wo bist du?, Ich schau’ dich an), Juliane Werding (Geh’ nicht in die Stadt (heut’ Nacht), Drei Jahre lang, Stimmen im Wind, Das Würfelspiel, Starke Gefühle), Nicki (Servus, mach’s guat, Wegen Dir, I bin a bayrisches Cowgirl, Wenn i mit dir tanz). Er arbeitete außerdem für Geier Sturzflug (Pure Lust am Leben), Marianne Rosenberg (Ich denk an dich, Frage niemals), Nino de Angelo (Doch Tränen wirst du niemals sehen), Claudia Jung (Komm und tanz ein letztes Mal mit mir), Tom Jones (Somebody’s Cryin’), Howard Carpendale, Michael Cretu und Mary & Gordy. Für die Fernsehserien Verbotene Liebe (ARD), Der Bulle von Tölz (SAT.1) und Das Schwurgericht (SAT.1) komponierte er die Titelmelodien.
Gemeinsam mit Günther Sigl und Jürgen Thürnau gründete er den Mambo Musik Verlag in München, der u. a. Sandra, die Münchener Freiheit, Enigma, Maggie Reilly und andere unter Vertrag hatte.